# Criotettix pallidus
Criotettix pallidus är en insektsart som beskrevs av Hancock, J.L. 1915. Criotettix pallidus ingår i släktet Criotettix och familjen torngräshoppor. Inga underarter finns listade i Catalogue of Life.